# RRAD
La proteína de unión a GTP RAD es una proteína que en humanos está codificada por el gen RRAD.

## Interacciones
Se ha demostrado que RRAD interactúa con CAMK2G y con TPM2.